# Maizières-lès-Metz
Maizières-lès-Metz è un comune francese di 10 776 abitanti situato nel dipartimento della Mosella nella regione del Grand Est.

## Società

### Evoluzione demografica
Abitanti censiti